# Металіст 1925-2
«Металіст 1925-2» («Металіст 1925 Б») — український футбольний клуб, фарм-клуб харківського «Металіста 1925». У сезоні 2024/25 виступав у другій лізі чемпіонату України.

## Історія
Команду було створено в червні 2024 року на базі юнацького складу «Металіста 1925», її кістяк склали футболісти, що виступали за харків'ян у чемпіонаті України U-19. На професійному рівні «Металіст 1925-2» дебютував у сезоні 2024/25 у другій лізі чемпіонату України.

## Старші тренери
| Період                | Ім'я            | Джерела                       |
| --------------------- | --------------- | ----------------------------- |
| 19.06.2024−28.07.2024 | Сергій Карпенко | [ 3 ] [ 4 ] [ 5 ] [ 6 ]       |
| 29.07.2024−20.08.2024 | Максим Цвіренко | [ 4 ] [ 6 ] [ 7 ] [ 8 ] [ 9 ] |
| 21.08.2024−05.06.2025 | Сергій Карпенко | [ 9 ] [ 10 ] [ 11 ]           |

## Тренерський штаб
| Посада                       | Ім'я             |
| ---------------------------- | ---------------- |
| Старший тренер               | Сергій Карпенко  |
| Помічник старшого тренера    | В'ячеслав Гаді   |
| Тренер воротарів             | Андрій Товт      |
| Тренер-аналітик              | Роман Гречак     |
| Тренер з фізичної підготовки | Вадим Раєвський  |
| Тренер з фізичної підготовки | Максим Єрмоленко |

## Склад команди
Клуб мав спільну заявку на сезон із основною командою

## Статистика виступів
| Сезон   | Ліга      | Місце  | Ігри | В | Н | П  | ЗГ | ПГ | Очки | Кубок України  | Примітки |
| ------- | --------- | ------ | ---- | - | - | -- | -- | -- | ---- | -------------- | -------- |
| 2024/25 | Друга «Б» | 8 з 10 | 18   | 5 | 3 | 10 | 23 | 39 | 18   | не брав участі |          |